# Centro Storico Fiat

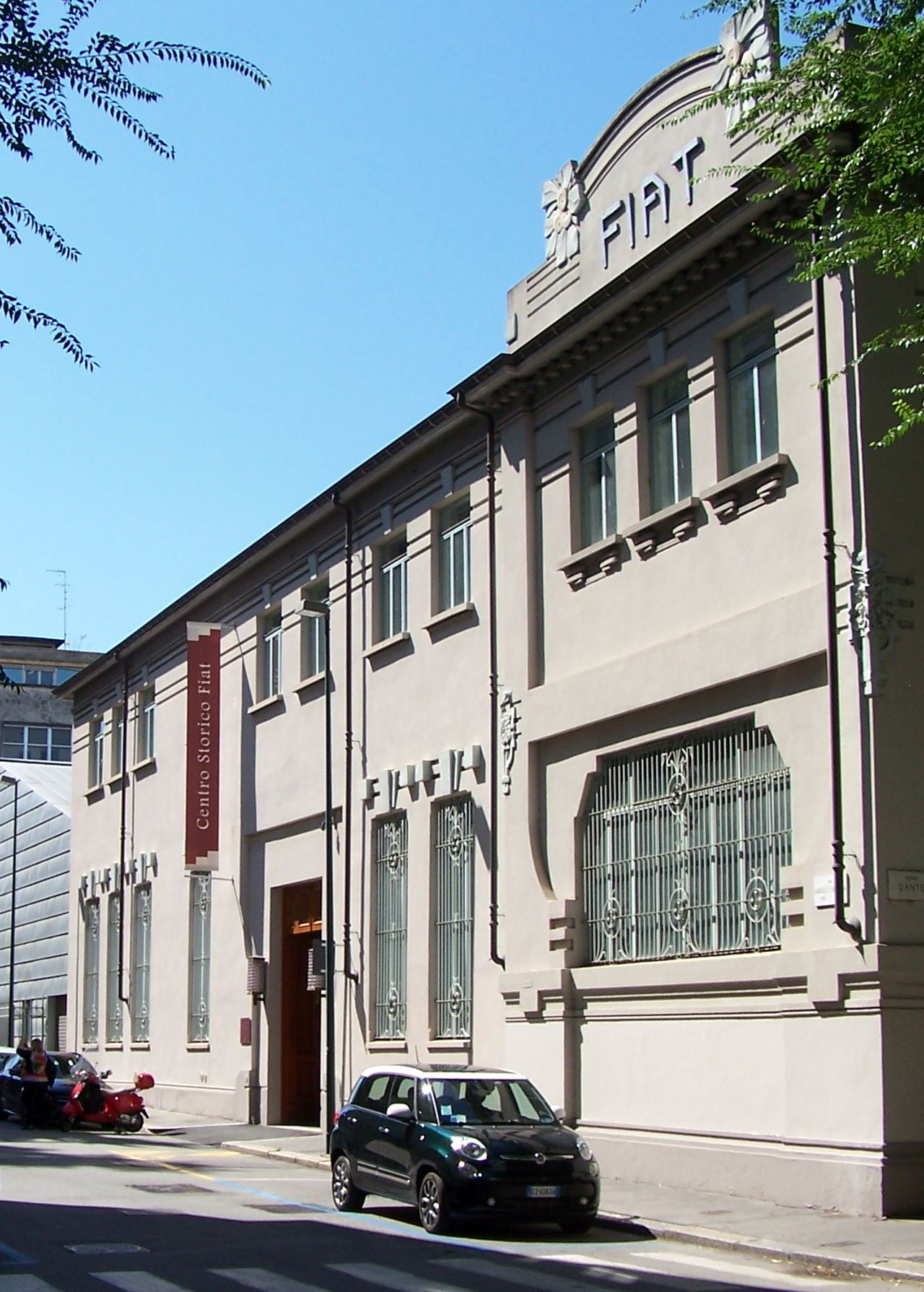
Eingangsseite des Centro Storico Fiat

Das Centro Storico Fiat ist das Museum der Stellantis N.V. in Turin. Neben der Markengeschichte des Automobilbaus werden auch die Produkte und Projekte aus der Industriegeschichte des Unternehmens gezeigt.

## Geschichte
Das Museum wurde im Jahr 1963 als Museum für die Industriegeschichte des Unternehmens Fiat gegründet. Das Jugendstilgebäude am Corso Dante war 1907 als erste Erweiterung der ursprünglichen Produktionsanlage von Fiat gebaut worden.
Am 4. Mai 1966 unterzeichnete Vittorio Valletta im Museum mit Vertretern der UdSSR einen Vertrag zum Aufbau einer Kraftfahrzeugproduktion in Toljatti – das Unternehmen WAS baute den Fiat 124 unter dem Markennamen Lada in Lizenz.

## Exponate

### Fahrzeugbau
- Fiat Mefistofele
- Gasturbine der Fiat Turbina

### Flugzeugbau

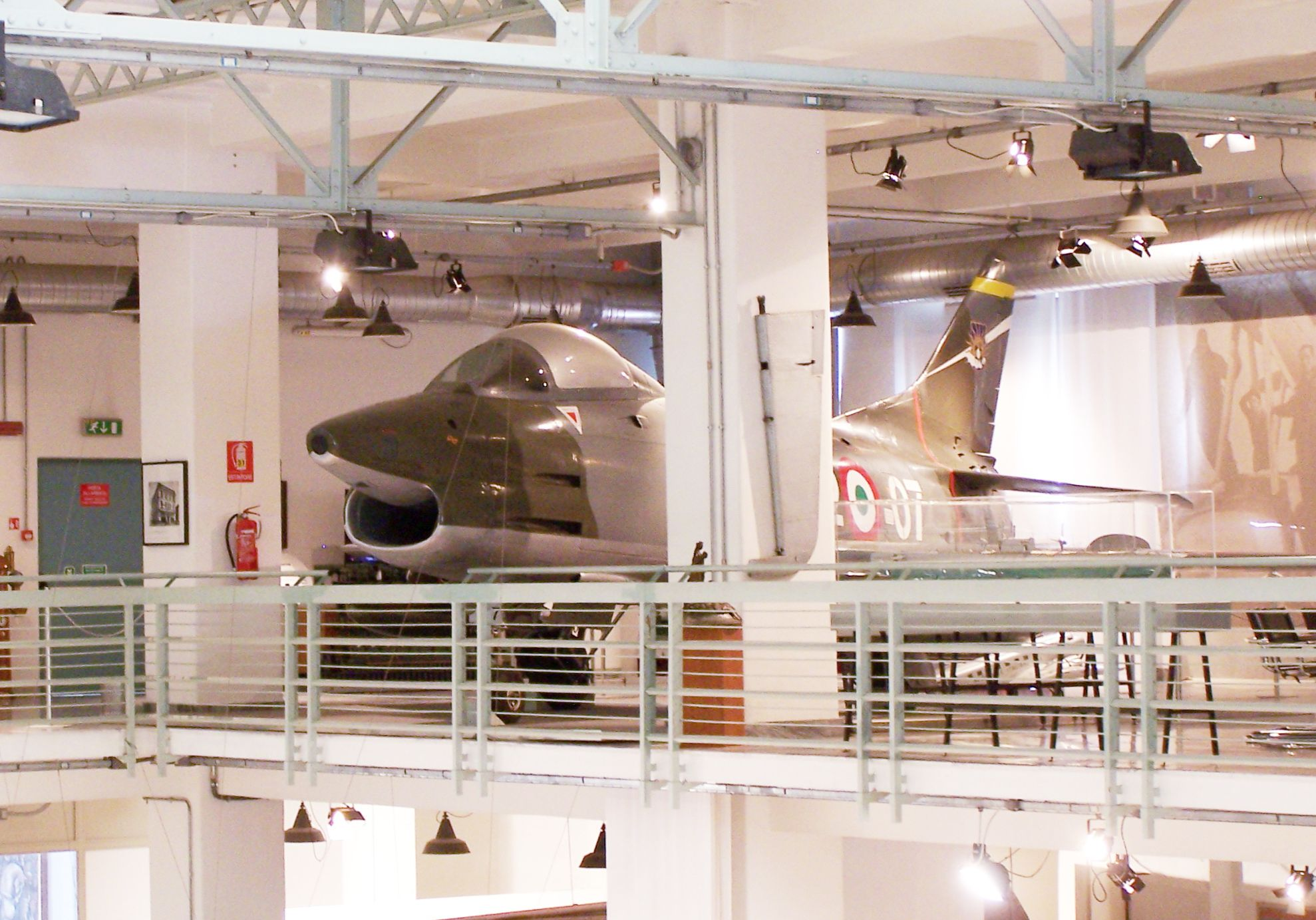
Fiat G.91

#### Flugzeuge
- Fiat G.91

#### Flugtriebwerke
- SPA 6A
- Fiat A.14
- Fiat A.22T
- Fiat A.30
- Fiat A.50
- Fiat A.80
- Fiat AS.3
- Fiat AS.6
- Fiat AS.8